# Korsische Schildschrecke
Die Korsische Schildschrecke (Thyreonotus corsicus) ist eine Langfühlerschrecke aus der Unterfamilie der Tettigoniinae innerhalb der Überfamilie der Laubheuschrecken. Es werden zwei Unterarten unterschieden.

## Merkmale
Die Korsische Schildschrecke ähnelt im Körperbau der Grünen Strauchschrecke, ist aber noch kräftiger gebaut und anders gefärbt. Der Hinterleib ist kurz und dick, der Halsschild ist stark nach hinten verlängert. Die Halsschildseitenlappen reichen weit herunter. Die Unterschenkel aller Beinpaare tragen kleine Stacheln, diese sind an den vorderen Beinpaaren länger und weiter auseinander stehend. Unter dem Halsschild ragen die Flügel vom Männchen nur wenig hervor, beim Weibchen werden sie vollständig bedeckt und sind im Freiland nicht zu erkennen. Die Fühler sind etwa körperlang. Die Grundfarbe der Art ist hellgrau oder gelbgrau bis graubraun. Über den gesamten Körper zieht sich eine mehr oder weniger deutliche Marmorierung. Über den grauen, leicht gepunkteten Facettenaugen mit dunklem Punkt in der Mitte befindet sich ein dunkles breites Band. Es wird etwas heller auf dem Halsschild fortgesetzt, dessen Seitenlappen weißlich gefärbt und nur schwach gepunktet sind. Die Unterschenkel und Schenkelinnenseiten der Beine sind dunkel graubraun. Über die Hinterleibsseiten zieht sich je ein dunkelgraues breites Band, das sich auf jedem Segment nach hinten etwas verschmälert, wodurch eine Zickzack-Musterung entsteht. Das Weibchen besitzt einen geraden Legebohrer. Die Cerci des Männchens sind abgeflacht und tragen innen eine plättchenartige Erweiterung mit winzigem Zahn. Die Korsische Schildschrecke erreicht eine Körperlänge von 20 bis 32 Millimetern.

## Lebensweise und Verbreitung
Die Korsische Schildschrecke bewohnt vorwiegend niedriges und sehr dichtes Gebüsch, in das sie sich bei Gefahr schnell zurückziehen kann. Sie kommt im westlichen Mittelmeerraum vor. Ihr Verbreitungsgebiet erstreckt sich von der Iberischen Halbinsel über Südfrankreich bis in die Randgebiete der Südwestalpen. Isolierte Vorkommen finden sich auf Korsika und Sardinien.

## Systematik
Es werden folgende zwei Unterarten unterschieden:
- T. c. corsicus – Rambur, 1838 – endemisch auf den Inseln Korsika und Sardinien
- T. c. montanus – Bolivar, 1900 – europäisches Festland, Iberische Halbinsel bis Südwestalpen